# Rolando Colla
Rolando Colla (Sciaffusa, 1957) è un regista e sceneggiatore svizzero.

## Biografia
Nato a Sciaffusa, in Svizzera, da immigrati italiani, Rolando Colla ottiene la cittadinanza svizzera nel 1977. Inizia a lavorare nel cinema come attore e sceneggiatore in giovane età già alla fine degli anni settanta, e nel 1984 fonda la Peacock Film AG. Nel 1985 si laurea alla facoltà di Lettere dell'Università di Zurigo.
Fa il suo esordio alla regia con il lungometraggio Una vita alla rovescia (Le Monde à l'envers) nel 1998, e dall'anno successivo inizia a realizzare la serie di cortometraggi di Einspruch. Dal 2002 è docente alla EICT (Escuela Internacional de Cine y Television) di San Antonio de los Baños a Cuba.
Per il cinema ha scritto e diretto i film Oltre il confine (2002), L'altra metà (2007), Giochi d'estate (2011) e Sette giorni (2016).

## Filmografia

### Regista

#### Lungometraggi
- Una vita alla rovescia (1998)
- Oltre il confine (2002)
- Operazione Stradivari – film TV (2004)
- L'altra metà (2007)
- Marameo – film TV (2008)
- Giochi d'estate (2011)
- Das bessere Leben ist anderswo – documentario (2012)
- Sette giorni (2016)
- Io sono Gaetano – film TV (2016)
- Quello che non sai di me (2019)
- Charlotte, una di noi (2025)

#### Cortometraggi
- Einspruch (1999)
- Einspruch II (2001)
- Einspruch III (2002)
- Einspruch IV (2004)
- Einspruch V (2007)
- Einspruch VI (2012)

### Sceneggiatore
- Fiori d'autunno (1978)
- Onore e riposo (1979)
- L'alba (1981)
- Unter der Haut (2015)